# Gurutzeta/Cruces
Gurutzeta/Cruces è una stazione della linea 2 della metropolitana di Bilbao.
Si trova lungo Telleria Kalea, nel quartiere Cruces del comune di Barakaldo.

## Storia
La stazione è stata inaugurata il 13 aprile 2002 con l'apertura del primo tratto della linea 2.